# Moussy (Nièvre)
Moussy és un municipi francès, situat al departament del Nièvre i a la regió de Borgonya - Franc Comtat. L'any 2007 tenia 111 habitants.

## Demografia

### Població
El 2007 la població de fet de Moussy era de 111 persones. Hi havia 61 famílies, de les quals 34 eren unipersonals (19 homes vivint sols i 15 dones vivint soles), 19 parelles sense fills i 8 parelles amb fills.
La població ha evolucionat segons el següent gràfic:
Habitants censats

### Habitatges
El 2007 hi havia 110 habitatges, 65 eren l'habitatge principal de la família, 37 eren segones residències i 8 estaven desocupats. Tots els 110 habitatges eren cases. Dels 65 habitatges principals, 57 estaven ocupats pels seus propietaris, 6 estaven llogats i ocupats pels llogaters i 3 estaven cedits a títol gratuït; 1 tenia una cambra, 2 en tenien dues, 17 en tenien tres, 23 en tenien quatre i 23 en tenien cinc o més. 43 habitatges disposaven pel capbaix d'una plaça de pàrquing. A 37 habitatges hi havia un automòbil i a 19 n'hi havia dos o més.

### Piràmide de població
La piràmide de població per edats i sexe el 2009 era:
| Homes | Edats   | Dones |
| ----- | ------- | ----- |
| 0     | 95 o +  | 0     |
| 0     | 90 a 94 | 0     |
| 0     | 85 a 89 | 4     |
| 0     | 80 a 84 | 0     |
| 8     | 75 a 79 | 4     |
| 8     | 70 a 74 | 8     |
| 4     | 65 a 69 | 12    |
| 12    | 60 a 64 | 8     |
| 8     | 55 a 59 | 4     |
| 0     | 50 a 54 | 4     |
| 0     | 45 a 49 | 4     |
| 0     | 40 a 44 | 0     |
| 0     | 35 a 39 | 0     |
| 4     | 30 a 34 | 0     |
| 12    | 25 a 29 | 4     |
| 0     | 20 a 24 | 0     |
| 0     | 15 a 19 | 0     |
| 0     | 10 a 14 | 0     |
| 0     | 5 a 9   | 0     |
| 0     | 0 a 4   | 0     |

## Economia
El 2007 la població en edat de treballar era de 47 persones, 24 eren actives i 23 eren inactives. De les 24 persones actives 20 estaven ocupades (13 homes i 7 dones) i 5 estaven aturades (2 homes i 3 dones). De les 23 persones inactives 15 estaven jubilades i 8 estaven classificades com a «altres inactius».

### Ingressos
El 2009 a Moussy hi havia 63 unitats fiscals que integraven 105 persones, la mediana anual d'ingressos fiscals per persona era de 14.328 €.

### Activitats econòmiques
Els 2 establiments que hi havia el 2007 eren d'empreses de comerç i reparació d'automòbils.
Els 2 serveis als particulars que hi havia el 2009 eren tallers de reparació d'automòbils i de material agrícola.
L'any 2000 a Moussy hi havia 5 explotacions agrícoles.

## Poblacions més properes
El següent diagrama mostra les poblacions més properes.